# HLA-DOA
HLA-DOA‏ (Major histocompatibility complex, class II, DO alpha) هوَ بروتين يُشَفر بواسطة جين HLA-DOA في الإنسان.